# Brachychira ferruginea
Brachychira ferruginea är en fjärilsart som beskrevs av Aurivillius 1905. Brachychira ferruginea ingår i släktet Brachychira och familjen tandspinnare. Inga underarter finns listade i Catalogue of Life.